# Hacı Ömer Sabancı
Hacı Ömer Sabancı (* 1. Januar 1906 in Kayseri; † 2. Februar 1966 in Istanbul) war ein halb alphabetisierter Baumwollpflücker, der mit der Sabancı Holding das zweitgrößte Unternehmen der Türkei gründete. Die Familie gehört heute zu den wohlhabendsten und einflussreichsten Familien des Landes.

## Leben
Hacı Ömer wurde 1906 in Akçakaya geboren, einem kleinen Dorf bei Kayseri in Zentralanatolien. Er besuchte die lokale Dorfschule. Nachdem Sabancı früh den Vater verloren hatte, ging er 1920 als Dreizehnjähriger nach Adana und wurde Baumwollarbeiter. Er profitierte mittelbar vom Völkermord an den Armeniern, denn in Adana beteiligte sich Hacı Ömer zwar nicht direkt an der durch die Regierung geförderten Übernahme von Unternehmen der vertriebenen oder ausgelöschten Minderheiten, nutzte aber zum selben Zweck Kontakte zu vermögenden Familien aus Kayseri.
Bald wurde er Zwischenhändler für die Baumwollbauern und kaufte sich eine Baumwollwaage. Mit dem Geld, das er sich in den folgenden Jahren ersparte, wurde Sabancı Baumwollhändler und 1932 Anteilseigner eines baumwollverarbeitenden Unternehmens. 1943 wurde er Miteigentümer von YağSA und 1946 von MarSA, zwei Produktionsunternehmen von Pflanzenölen und Margarine. Im Jahr 1948 gründete Hacı Ömer Sabancı mit der Akbank eine eigene Bank. 1951 folgte die Gründung der Bossa, die zum größten Textilunternehmen der Türkei wurde. In den folgenden Jahren gründete er Oralitsa (1954), ein Produktionsunternehmen für Dachmaterialien, und das Versicherungsunternehmen Aksigorta (1960).
1928 heiratete er Sadıka (1910–1988), mit der er sechs Söhne bekam: İhsan (1931–1979), Sakıp (1933–2004), Hacı (1935–1998), Şevket (* 1936), Erol (* 1938) und Özdemir (1941–1996). Hacı Ömer Sabancı ging mit seiner Familie nach Istanbul und erwarb die bekannte Villa "Atlı Köşk"  am Ufer des Bosporus. Heute beherbergt das Haus das Sakıp-Sabancı-Museum.

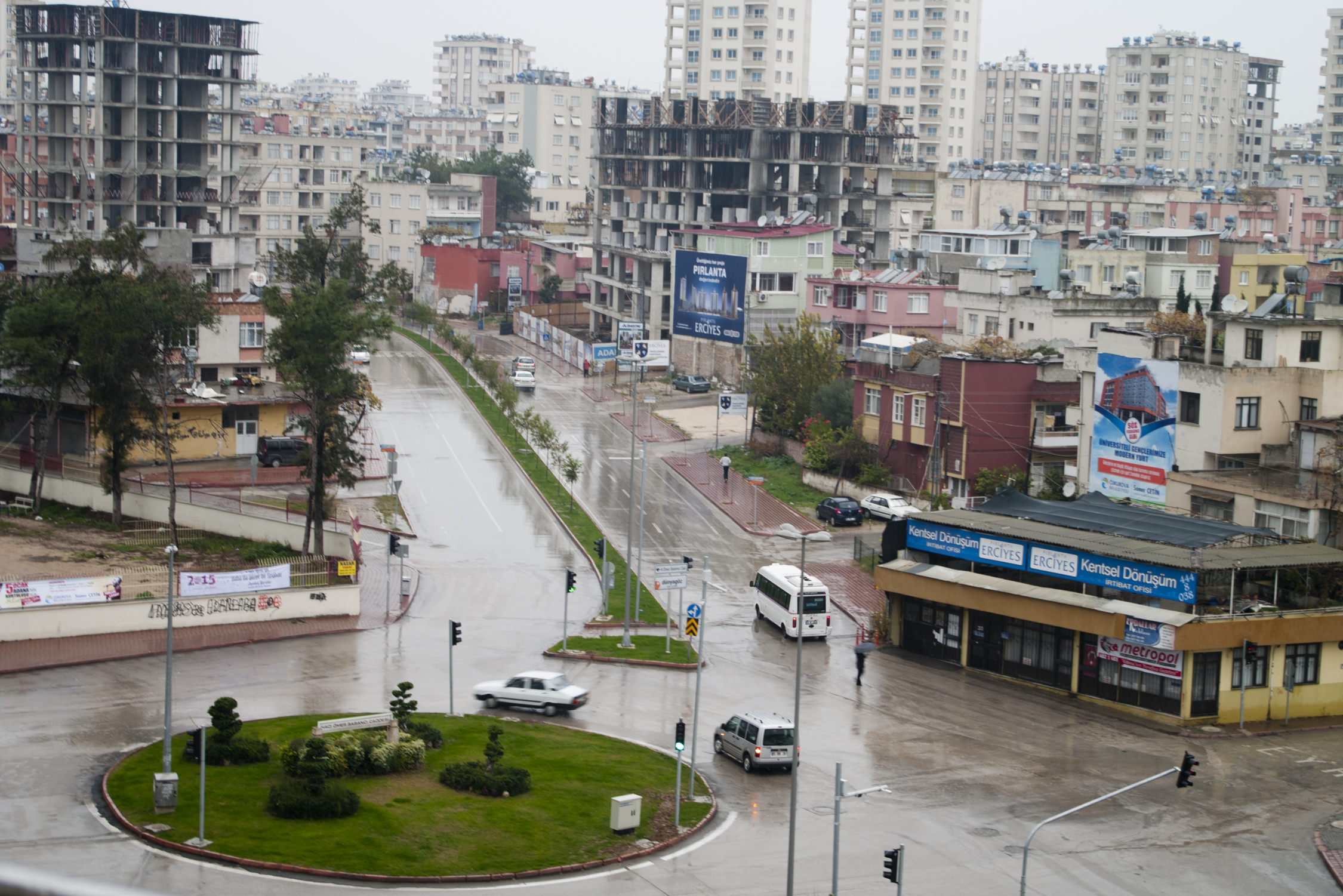
Der nach ihm benannte Hacı-Ömer-Sabancı-Platz in Adana

Sabancı starb 1966 in Istanbul im Hilton-Hotel an den Folgen einer Diabetes-Erkrankung. Kurz nach seinem Tod wurde 1967 die Hacı Ömer Sabancı Holding gegründet, die seine Unternehmen unter dem Dach einer Holding vereinte. 1974 wurde die Hacı-Ömer-Sabancı-Stiftung gegründet, die sich vor allem um den Bau von Schulen und Sporthallen kümmert. Heute sind mehrere Schulen in der Türkei nach ihm benannt. Außerdem trägt die Sabancı-Universität seinen Namen. In Adana steht das Hacı-Ömer-Sabancı-Kulturzentrum.